# ステファニー・ビーチャム
ステファニー・ビーチャム（Stephanie Beacham、1947年2月28日 - ）は、テレビ、ラジオ、映画、舞台などで活動するイギリスの女優である。BBCのドラマ『Tenko』（1981-1982）、ITVのドラマ『コニー』（1985）、ABCの昼ドラ『コルビーズ』（1985-1987）と『ダイナスティ』（1985、1988-1989）のセイブル・コルビー役などで知られる。映画への出演は『ドラキュラ'72』（1972）、『スキゾ』（1976）、『トゥループ・ビバリーヒルズ』（1989）などがある。
ビーチャムは1967年にイギリスのテレビに出演し始め、1970年に『栄光への賭け』で映画デビュー。1971年の映画『妖精たちの森』ではマーロン・ブランドと共演。NBCのシチュエーション・コメディ『シスター・ケイト』（1989-1990）ではゴールデングローブ賞にノミネートされた。その他のテレビ出演にはITVのドラマシリーズ『バッド・ガールズ』（2003-2006）、ITVの長寿ドラマ『コロネーション・ストリート』（2009）、Sky Oneのコメディ『Trollied』（2012）などがある。

## 生い立ち
ビーチャムは、ロンドンのバーネットで主婦のジョーンと、保険会社の役員でグローヴナー・エステートの理事を務めていたエイリックの間に、4人兄弟のひとりとして生まれた。バーネットのクイーン・エリザベス女子校に通い、その後エティエンヌ・ドゥクルーからパントマイムを学ぶためパリ近郊のブローニュ＝ビヤンクールに進み、ロンドンの王立演劇学校（RADA）に入学した。

## 経歴
ビーチャムの当初の目標は、耳の不自由な子どもたちにダンスを教えることであったが、モデルとして仕事を始め、それからテレビに出演するようになった。1967年、スクリーンで初めて演じたのは、BBCの『女王の裏切り者』のメアリー役であった。バーネットでは面白くなさそうだと考えたのか、ノーザン・エコーの記者に、自分の好きなハンフリー・ボガートとイングリッド・バーグマンの映画の舞台であるカサブランカの生まれであるとインタビューで答えていた。『セイント 天国野郎』、『カラン』、『謎の円盤UFO』などに多くゲスト出演した後、1970年に公開されたマイケル・ウィナー監督の『栄光への賭け』とロディ・マクドウォール監督の『タム・リン』で映画に初出演した。1971年の『妖精たちの森』ではマーロン・ブランドと共演し、再びウィナーと仕事をすることとなった。作中にはヌードシーンがあり、その撮影中、ブランドはウィナーが必要以上に低いアングルで撮影しないように、寝具の下でブリーフとウェリントン・ブーツを着用していた。ブランドとはデートをする関係にあったが、これは共演に向けて親しくなっておく意図があったと語っている。この時期はホラー映画への出演が多くあり、ハマー・フィルム・プロダクションの『ドラキュラ'72』ではジェシカ・ヴァン・ヘルシング役でピーター・カッシングやクリストファー・リーと共演した。
その後も映画、テレビ、舞台への出演は続いた。ノッティンガム・プレイハウスでは、ヘンリック・イプセンの『人形の家』のノーラなど、いくつかの主要な役を演じた。1973年にはテムズ・テレビジョンのドラマ『マークト・パーソナル』でジョージナ・レイトンを演じた。同じ年、イタリア映画『Si può essere più bastardi dell'ispettore Cliff?』に出演。この映画は1977年にアメリカでは『Mafia Junction』、イギリスでは『Blue Movie Blackmail』として公開され、後にジョーン・コリンズの映画『ザ・ビッチ』のヒットに乗じ、『スーパー・ビッチ』とタイトルを変えて家庭用ビデオでリリースされた。またホラー映画にも出演し続け、『And Now the Screaming Starts!』（1973）、『魔界神父』（1975）、『スキゾ』（1976）、『悪魔の受胎』（1981）などに出演。ビーチャムはこれらについて、出演料のために受けた仕事だと述べている。
1981年から1982年にかけて、シンガポールの戦いによって捕虜となった女性たちを描いたBBCのテレビシリーズ『Tenko』に端役で出演。その後も舞台やテレビでの活躍が続き、ITVのドラマ『コニー』（1985）では主演を果たした。『Tenko』や『コニー』への出演が足がかりとなり、テレビシリーズ『コルビーズ』（1985-1987）では狡猾な家長セイブル・コルビーを演じ、代表作のひとつとなった。『コルビーズ』は、その年にアメリカで最高視聴率を記録した人気番組『ダイナスティ』のスピンオフ作品である。ビーチャムはチャールトン・ヘストンの相手役として、この新番組の看板カップルに起用された。『コルビーズ』は本家ほどのヒットには至らず、2シーズンで打ち切りとなった。しかし1988年、ビーチャムは『ダイナスティ』のセイブル役に再び招かれ、ジョーン・コリンズと「女の闘い」を繰り広げるシナリオで共演した。
1989年に『ダイナスティ』が打ち切りとなった後、ビーチャムは子ども向けファンタジー映画『ウィロビー・チェイスのおおかみ』で主役を務め、邪悪な家庭教師を演じた。その後、アメリカのコメディ『シスター・ケイト』で、孤児院の子どもたちの世話をするシスターとして主役を演じた。この作品は1シーズンのみで終了となったが、ビーチャムはこの役でゴールデングローブ賞にノミネートされた。その後イギリスに戻り、ボードゲーム『クルード』のテレビ版（ITV）でエリザベス・ピーコックを演じた。『ダイナスティ』のプロデューサーであったアーロン・スペリングと再会し、若者向け人気ドラマ『ビバリーヒルズ高校白書』に出演。ルーク・ペリーが演じるディランと疎遠になった母親・アイリス・マッケイを演じた。ビーチャムはスペリングが制作した6つのテレビシリーズ『ダイナスティ』、『コルビーズ』、『ラブ・ボート』、『ビバリーヒルズ高校白書』、『新・バークにまかせろ』、『チャームド 〜魔女3姉妹〜』などに出演した。1993年には、スティーヴン・スピルバーグ制作のSFシリーズ『シークエスト』に出演し、ドクター・ウエストファレンを演じることとなった。ウエストファレンは潜水艦シークエストの主任海洋学者および医師という役であったが、第1シーズンのみで番組を降板した。1990年代を通じてテレビ番組へのゲスト出演を続け、イギリスとアメリカ双方で活動した。1996年には、戦時中を舞台としたBBCのドラマ『No Bananas』に出演した。
2003年、イギリスに戻り刑務所を扱ったITVのドラマ『バッド・ガールズ』に出演。受刑者のフィル・オズウィンを演じ、ベヴ・タル（アマンダ・バリー）と組んで「コスタ・コンズ」と呼ばれ、2006年のシリーズ完結まで4年間出演し続けた。2006年、ギルフォードで上演された舞台版『白雪姫』では邪悪な魔女を演じ、その翌年も『ジャックと豆の木』の舞台に出演した。2006年の映画『私の婚活恋愛術』に出演。舞台での仕事に戻り、ノエル・カワードの作品『花粉熱』では主役としてツアーでイギリスを回った。その後、2007年にプロダンサーであるヴィンセント・シモーネと組んでBBCの『Strictly Come Dancing』に出場したが、早々に（著名人14人の中では2番目）敗退してしまった。
2008年11月27日、ビーチャムがITVの『コロネーション・ストリート』で、ケン・バーロウ（ウィリアム・ローチ）に想いを寄せるマーサ・フレイザー役で出演することが発表された。初登場は2009年1月26日で、5月4日が最後の登場となった。
2010年1月3日、チャンネル4の『セレブリティ・ビッグ・ブラザー』第7シリーズにハウスメイトとして参加し、女性では唯一最終話まで残り、最終的には5位であった。2月17日、BBCの『マテリアル・ガール』の最終話に出演。4月3日には同じくBBCの長寿ドラマシリーズ『カジュアルティ』にゲスト出演した。その後、2010年から2011年にかけて上演された舞台『マスター・クラス』のイギリスツアーでは、マリア・カラス役で主演を務めた。
2011年10月、ビーチャムは自叙伝『Many Lives』を発表し、それまでの人生とキャリアを語った。この本では『コロネーション・ストリート』で共演したウィリアム・ローチが前書きを寄せている。2012年、スニッカーズのテレビコマーシャルで『ダイナスティ』で共演したジョーン・コリンズと再会したが、後に映像は編集され、ビーチャムの出演はカットされた。また、スーパーマーケットを舞台としたSky Oneのコメディ『Trollied』では、2012年8月から10月にかけて放送された8話に渡り、店長のロレイン・チェイン役で出演。同年、スカイ・リビングの『マウントプレザント』にパムおばさん役で3話出演した。
ビーチャムは、聴覚障害やその他の困難を抱える人々がクオリティ・オブ・ライフを維持するために必要な支援の提供を目的とした慈善団体の立ち上げに携わった。2006年6月には、その発表のため議会にも出席した。2016年9月、BBCラジオ2のグラハム・ノートンの番組に出演し、マーガレット王女役について語った。『A Princess Undone』は10月にケンブリッジ芸術劇場で上演され、「王室を敬愛する人々を嫌悪させるもの」だそうである。2021年2月、ビーチャムの代理人で小説家のメラニー・ブレイクは、イギリスで新たな昼ドラ『ファルコン・ベイ』を立ち上げるプランを発表した。制作権が確保できれば、ビーチャムがこのドラマに出演することを確認した。

## 人物
ビーチャムには聴覚障害があり、生まれつき右耳は聴こえず、左耳も80%ほどしか聴こえていない。
1973年に俳優のジョン・マケナリーと結婚し、その後すぐに妊娠したが、3か月で流産した。その死産した息子は火葬したとインタビューで明らかにしている。2人は1979年に別居したが、婚姻関係はその後10年以上続いた。フィービー（1974年生）とクロエ（1977年生）という2人の娘がいる。1980年代に、当時クリケット選手で後にパキスタンの首相となったイムラン・カーンと交際していた。
2009年に皮膚がんの治療を受け、成功した。2011年に再発したが、これも回復した。
長らくバーニー・グリーンウッドと同居しており、2014年に婚約した。

## 出演

### 映画
| 公開年 | 邦題 原題                                                     | 役名                                 | 備考 |
| ------ | ------------------------------------------------------------- | ------------------------------------ | ---- |
| 1970   | 栄光への賭け The Games                                        | アンジェラ・シモンズ                 |      |
| 1970   | Tam-Lin                                                       | ジャネット・エインズレイ             |      |
| 1971   | 妖精たちの森 The Nightcomers                                  | ミス・ジェッセル                     |      |
| 1972   | ドラキュラ'72 Dracula A.D. 1972                               | ジェシカ・ヴァン・ヘルシング         |      |
| 1973   | Super Bitch                                                   | ジョアン                             |      |
| 1973   | And Now the Screaming Starts!                                 | キャサリン・フェングリフェン         |      |
| 1975   | 魔界神父 House of Mortal Sin                                  | ヴァネッサ・ウェルチ                 |      |
| 1976   | Schizo                                                        | ベス                                 |      |
| 1981   | 悪魔の受胎 Inseminoid                                         | ケイト                               |      |
| 1989   | Troop Beverly Hills                                           | ヴィッキー・スプランツ               |      |
| 1989   | ウィロビー・チェイスのおおかみ The Wolves of Willoughby Chase | レティシア・スライカープ             |      |
| 1990   | Harry and Harriet                                             | クリスティン・ピーターセン           |      |
| 1996   | Wedding Bell Blues                                            | ターニャの母親                       |      |
| 2000   | Relative Values                                               | エリザベス                           |      |
| 2002   | 夢見る頃を過ぎても Unconditional Love                         | ハリエット・フォックス＝スミス       |      |
| 2002   | Would I Lie to You?                                           | アメリア                             |      |
| 2006   | Seven Days of Grace                                           | ダナ                                 |      |
| 2006   | 私の婚活恋愛術 Love and Other Disasters                       | フェリシティ・リグス＝ウェントワース |      |
| 2006   | ダーク・エボリューション The Witches Hammer                   | マデリーン                           |      |
| 2007   | Plot 7                                                        | エマ・オスターマン                   |      |
| 2016   | 素敵な遺産相続 Wild Oats                                      | タミー                               |      |

### テレビ
| 放送年          | 邦題 原題                                         | 役名                                    | 備考                    |
| --------------- | ------------------------------------------------- | --------------------------------------- | ----------------------- |
| 1967            | Out of Town Theatre                               | 女性                                    | 第7話                   |
| 1967            | The Queen's Traitor                               | メアリー・ステュアート                  | テレビ映画              |
| 1968            | Playhouse                                         | リサ・ウェンドル                        | 第46話                  |
| 1968            | セイント 天国野郎 The Saint                       | ペニー                                  | 第101話                 |
| 1968            | The Jazz Age                                      | シャーロット・トン                      | 第8話                   |
| 1969            | Armchair Theatre                                  | リンダ                                  | 第388話                 |
| 1969            | Public Eye                                        | シャーリー・マーロウ                    | 第45話                  |
| 1969            | The Distracted Preacher                           | リジー・ニューベリー                    | テレビ映画              |
| 1970            | Callan                                            | ベス・ランプトン                        | 第28話                  |
| 1970            | Sentimental Education                             | ロザネット                              | 第3話                   |
| 1970            | 謎の円盤UFO UFO                                   | サラ・ボサンケ                          | 第9話                   |
| 1971-1972       | ITV Sunday Night Theatre                          | ジェニー・ドレイパー/アンナ・トレントン | 計2話に出演             |
| 1972            | 作家探偵ジェイソン・キング Jason King             | コーラ・シンプソン                      | 第23話                  |
| 1972            | Man at the Top                                    | ポーラ・フレイザー                      | 計2話に出演             |
| 1973            | The Adventurer                                    | コンテッサ・マリア                      | 第24話                  |
| 1973            | プロテクター電光石火 The Protectors               | クリシー                                | 第23話                  |
| 1973            | Special Branch                                    | スー・アーデン                          | 第36話                  |
| 1973            | Jane Eyre                                         | ブランチ・イングラム                    | 第3話                   |
| 1973            | Ego House                                         | アデーレ・ウーゴ                        | テレビ映画              |
| 1973-1974       | Marked Personal                                   | ジョージナ・レイトン                    | 計62話に出演            |
| 1975            | Whodunnit?                                        | ヘレン・ブレント                        | 第21話                  |
| 1975            | Prometheus: The Life of Balzac                    | ファニー・ラヴェル                      |                         |
| 1976            | Hadleigh                                          | スーザン・デブレイ                      | 第46話                  |
| 1976            | Forget Me Not                                     | ジャンヌ・テリオット                    |                         |
| 1978            | Rainbow                                           | 特別ゲストナレーター                    |                         |
| 1979            | I vecchi e i giovani                              | ニコレッタ                              | 計4話に出演             |
| 1981-1982       | Tenko                                             | ローズ・ミラー                          | 計19話に出演            |
| 1984            | Sorrell and Son                                   | フローレンス・パルフリー                |                         |
| 1984            | Hammer House of Mystery and Suspense              | ローズマリー・リチャードソン            | 第7話                   |
| 1985            | Connie                                            | コニー                                  | 全13話に出演            |
| 1985-1987       | The Colbys                                        | セイブル・コルビー                      | 全49話に出演            |
| 1985, 1988-1989 | ダイナスティ Dynasty                              | セイブル・コルビー                      | 計23話に出演            |
| 1986            | The Love Boat                                     | エレイン・リスキン                      | 第246話                 |
| 1987            | Napoleon and Josephine: A Love Story              | テリース・タリアン                      | 全3話に出演             |
| 1988            | French and Saunders                               | ドリーナ・ペザーブリッジ                | 第11話                  |
| 1989-1990       | Sister Kate                                       | ケイト・ランバート                      | 全19話に出演            |
| 1990            | Cluedo                                            | ミセス・ピーコック                      | 計6話に出演             |
| 1990            | Lucky Chances                                     | スーザン・マルティーノ・サンタンジェロ  |                         |
| 1990            | The Lilac Bus                                     | ジュディ                                | テレビ映画              |
| 1991, 1993-1994 | ビバリーヒルズ高校白書 Beverly Hills, 90210       | アイリス・マッケイ                      | 計8話に出演             |
| 1992            | Secrets                                           | サビーナ・クォールズ                    | テレビ映画              |
| 1992            | To Be The Best                                    | アラベラ                                | テレビ映画              |
| 1993            | 新スタートレック Star Trek: The Next Generation   | バーソロミュー伯爵夫人                  | 第138話                 |
| 1993            | Foreign Affairs                                   | ローズマリー・ラドリー                  | テレビ映画              |
| 1993            | Riders                                            | モリー・カーター                        | テレビ映画              |
| 1993            | ブロッサム Blossom                                | ミセス・ロビンソン                      | 第63話                  |
| 1993-1994       | シークエスト seaQuest DSV                         | ドクター・ウエストファレン              | シーズン1の全23話に出演 |
| 1994            | 新・バークにまかせろ Burke's Law                  | ヴィクトリア・ランサー                  | 第12話                  |
| 1994            | A Change of Place                                 | マリー                                  | テレビ映画              |
| 1995            | Legend                                            | ヴェラ・スローター                      | 第1話                   |
| 1995            | High Society                                      | ステラ                                  | 第8話                   |
| 1996            | No Bananas                                        | ドロシー・グラント                      | 全10話に出演            |
| 2000            | チャームド 〜魔女3姉妹〜 Charmed                  | マーサ・ヴァン・ルウェン                | 第33話                  |
| 2002            | Having It Off                                     | ヴァーニス・グリーン                    |                         |
| 2003-2006       | Bad Girls                                         | フィリダ・オズウィン                    | 計40話に出演            |
| 2006            | ニュー・トリックス〜退職デカの事件簿〜 New Tricks | ローダ・ウィショウ                      | 第20話                  |
| 2009            | Free Agents                                       | ウェンディ                              | 第6話                   |
| 2009            | Coronation Street                                 | マーサ・フレイザー                      | 計21話に出演            |
| 2010            | Material Girl                                     | シルヴィー・モントローズ                | 第6話                   |
| 2010            | Casualty                                          | モニカ・シャピロ                        | 第716話                 |
| 2012            | Mount Pleasant                                    | パムおばさん                            | 計3話に出演             |
| 2012            | Trollied                                          | ロレイン                                | 計8話に出演             |
| 2013            | ミステリー in パラダイス Death in Paradise        | ニコル・シーモア                        | 第9話                   |
| 2014-2016       | Boomers                                           | モーリーン                              | 全13話に出演            |
| 2017            | Bucket                                            | パット                                  | 計3話に出演             |

## 賞歴
| 年   | 賞                           | 作品                         | 部門                                 | 結果       |
| ---- | ---------------------------- | ---------------------------- | ------------------------------------ | ---------- |
| 1986 | ソープオペラ・ダイジェスト賞 | コルビーズ The Colbys        | 優秀悪女役賞                         | ノミネート |
| 1988 | ソープオペラ・ダイジェスト賞 | コルビーズ The Colbys        | 優秀悪女役賞                         | ノミネート |
| 1990 | ソープオペラ・ダイジェスト賞 | ダイナスティ Dynasty         | 主演女優賞                           | ノミネート |
| 1990 | ゴールデングローブ賞         | シスター・ケイト Sister Kate | 女優賞（ミュージカル・コメディ部門） | ノミネート |

## 著書
- 『Many Lives』（2011年、Hay House） ISBN 978-1-84850-829-3